# Comtesse de Montcornet
La comtesse de Montcornet, née Virginie de Troisville en 1797, est un personnage de La Comédie humaine d'Honoré de Balzac. Ce n'est pas une femme d'éclat, mais un exemple d'aristocratie distinguée. Sa présence dans La Comédie humaine est diffuse. Elle apparaît par petites touches pour donner du relief aux différentes classes sociales de bon aloi.

## Chronologie
- Entre 1816 et 1819, dans Le Cabinet des Antiques, à Alençon, elle se lie d'amitié avec Émile Blondet. Les deux jeunes gens vivent un amour chaste et pur. Virginie jure à la mère d'Émile de le protéger toujours et elle tient parole.
- En 1819, dans Le Cabinet des Antiques, Virginie de Troisville épouse sans enthousiasme le général comte de Montcornet, mariage qui fait jaser dans le cercle de l'ancienne noblesse. Les Troisville manquent de peu une brouille avec les d'Esgrignon. Dans Le Bal de Sceaux, Virginie est déjà une des « reines du tout-Paris » après son mariage qui la rend célèbre. Elle ignore que le comte est le fils d'un tapissier du faubourg Saint-Antoine. Dès 1818, elle est la maîtresse d'Émile Blondet dans Splendeurs et misères des courtisanes, et elle le restera.
- En 1820, elle part avec son mari au château des Aigues, propriété du comte. En 1822, dans Illusions perdues, elle est toujours la maîtresse d'Émile qu'elle charge d'inviter Lucien de Rubempré chez elle. Lucien, dès 1825, fréquente avec assiduité son salon, où il est de bon ton d'être vu.
- En 1823, elle accueille aux Aigues Émile Blondet, qui y écrit à un ami une longue description de la région, du domaine, du château et des gens qui y vivent, et qui sert d'introduction au roman Les Paysans[1].
- En 1825, dans Béatrix, elle offre ses bons services pour que le mariage d'Arthur de Rochefide avec Béatrix de Castéran (future Béatrix de Rochefide) ait lieu.
- En 1831, dans Autre étude de femme, elle est une des illustres invitées au raout de Félicité des Touches.
- En 1832, la marquise d'Espard, qui la jalouse secrètement, affiche un attendrissement de bon aloi pour la longue liaison qu'elle entretient avec Émile, le vrai motif étant que Virginie a l'une des seules maisons vraiment aristocratiques encore largement ouvertes. Elle les invite à un dîner avec Eugène de Rastignac et Daniel d'Arthez.
- En 1837, c'est elle qui ouvre à Émile la voie des « hautes sphères sociales ». Montcornet étant mort, elle peut épouser son amant.

La comtesse de Montcornet apparaît aussi dans :
- Une fille d'Ève
- Les Secrets de la princesse de Cadignan

Pour les références, voir :